# Водовозов, Владимир Александрович
Владимир Александрович Водовозов (16 апреля 1944, Верхнетоемский район, Архангельская область, РСФСР, СССР — 10 апреля 2014, Архангельск, Российская Федерация) — советский и российский тренер по легкой атлетике, заслуженный тренер РСФСР.

## Биография
В 1971 г. окончил Архангельский государственный педагогический институт имени М. В. Ломоносова по специальности «учитель физической культуры». В составе группы архангельских лыжников под руководством почетного мастера спорта, заслуженного тренера России Вениамина Кудрина он совершил необычный лыжный переход — пробег по маршруту Холмогоры — Москва пройденному великим земляком М. В. Ломоносовым.
В начале 1970-х гг. становился неоднократным чемпионом Архангельской области, был участником финала Спартакиады народов РСФСР по спортивной ходьбе, Всемирной универсиады в Загребе, Игр Доброй Воли в Сиэтле (США). Представлял в качестве тренера-представителя сборную команду студентов СССР на международных соревнованиях в Софии.
В 1971—2013 гг. — на кафедре спортивных дисциплин Архангельского педагогического института, ныне САФУ им. М. В. Ломоносова. Среди его воспитанников 2 мастера спорта международного класса, 15 мастеров спорта. 15 раз легкоатлетическая команда под его руководством становилась чемпионом СССР, 8 воспитанников входили в сборную СССР по легкой атлетике, 16 человек включались в составы сборных команд России.
Создал тренажёрное устройство «беличье колесо» для беговой тренировки легкоатлетов, которое успешно эксплуатируется в тренировочном и учебном процессах, а также применяется для научных исследований.

## Награды и звания
- Знак «Отличник физической культуры»
- Звание Заслуженного работника физической культуры
- Заслуженный тренер РСФСР (1989)